# 市橋寿々華
市橋 寿々華（いちはし すずか、1988年9月14日 - ）は、新潟県出身の、日本の女子柔道選手である。階級は78kg超級。身長166cm。体重135kg。血液型はB型。組み手は右組み。段位は六段。得意技は大外刈・支釣込足。現在は大阪府警察に所属。

## 経歴
柔道は11歳の時に始めた。新潟県の舟栄中学から兵庫県の三田松聖高校へ進むと、2年の時には新設された全国高校選手権団体戦の決勝で、中村美里率いる渋谷教育学園渋谷高校を破って優勝を飾った。3年の時には金鷲旗の決勝で小杉高校と対戦すると、大将戦で田知本愛に合技で敗れて2位に終わった。インターハイの個人戦決勝では合技、団体戦決勝では袈裟固で田知本にそれぞれ敗れて2位にとどまった。全日本ジュニアでも2位だった。2007年には東海大学へ進むと、3年の時には学生体重別の決勝で大学の同級生である田知本と対戦するが合技で敗れた。4年の時にも学生体重別の決勝で田知本に指導2で敗れて2位にとどまった。講道館杯では3位に入った。2011年には大阪府警の所属となると、2012年の講道館杯では決勝まで進むもJR東日本の白石のどかにGSに入ってから有効で敗れた。2013年の講道館杯でも決勝まで進むが、渋谷教育学園渋谷高校2年の朝比奈沙羅に指導1で敗れて2位だった。グランプリ・ウランバートルとグランプリ・チェジュでは3位になった。全国警察柔道選手権大会の63kg超級ではこの年から3連覇を飾っている。2014年には東アジア選手権の個人戦と団体戦を制した。
また、この年から3年連続して全日本選手権の準決勝まで進むも、田知本にそれぞれ横四方固、判定、判定で敗れて3位にとどまった。2016年のグランプリ・ウランバートルでは準決勝でキューバのイダリス・オルティスに敗れるが3位になった。2017年4月の全日本選手権では準々決勝で了徳寺学園職員の緒方亜香里に小外刈で敗れて5位だった。2017年の全国警察柔道選手権大会では4度目の優勝を飾った。

## 戦績
- 2006年 -　全国高校選手権　団体戦　優勝
- 2006年 -　金鷲旗　2位
- 2006年 -　インターハイ　個人戦　2位　団体戦　2位
- 2006年 -　全日本ジュニア　2位
- 2009年 -　学生体重別　2位
- 2010年 -　学生体重別　2位
- 2010年 -　講道館杯　3位
- 2011年 -　選抜体重別　3位
- 2011年 -　講道館杯　3位
- 2012年 -　講道館杯　2位
- 2013年 -　グランプリ・ウランバートル　3位
- 2013年 -　全国警察柔道選手権大会　優勝(63kg超級)
- 2013年 -　講道館杯　2位
- 2013年 -　グランプリ・チェジュ　3位
- 2014年 -　選抜体重別　3位
- 2014年 -　全日本選手権　3位
- 2014年 -　東アジア選手権　個人戦　優勝　団体戦　優勝
- 2014年 -　全国警察柔道選手権大会　優勝(63kg超級)
- 2014年 -　講道館杯　3位
- 2015年 -　全日本選手権　3位
- 2015年 -　全国警察柔道選手権大会　優勝(63kg超級)
- 2015年 -　講道館杯　3位
- 2016年 -　全日本選手権　3位
- 2016年 -　グランプリ・ウランバートル　3位
- 2016年 -　全国警察柔道選手権大会　2位(63kg超級)
- 2017年 -　全日本選手権　5位
- 2017年 -　全国警察柔道選手権大会　優勝(63kg超級)

(出典、JudoInside.com)。